# La Tremblade
La Tremblade és un municipi francès situat al departament del Charente Marítim i a la regió de la Nova Aquitània. L'any 2007 tenia 4.474 habitants.

## Demografia

### Població
El 2007 la població de fet de La Tremblade era de 4.474 persones. Hi havia 2.188 famílies de les quals 784 eren unipersonals (308 homes vivint sols i 476 dones vivint soles), 860 parelles sense fills, 376 parelles amb fills i 168 famílies monoparentals amb fills.
La població ha evolucionat segons el següent gràfic:
Habitants censats

### Habitatges
El 2007 hi havia 4.675 habitatges, 2.222 eren l'habitatge principal de la família, 2.189 eren segones residències i 264 estaven desocupats. 4.048 eren cases i 542 eren apartaments. Dels 2.222 habitatges principals, 1.505 estaven ocupats pels seus propietaris, 626 estaven llogats i ocupats pels llogaters i 91 estaven cedits a títol gratuït; 78 tenien una cambra, 141 en tenien dues, 488 en tenien tres, 705 en tenien quatre i 810 en tenien cinc o més. 1.554 habitatges disposaven pel capbaix d'una plaça de pàrquing. A 1.174 habitatges hi havia un automòbil i a 688 n'hi havia dos o més.

### Piràmide de població
La piràmide de població per edats i sexe el 2009 era:
| Homes | Edats   | Dones |
| ----- | ------- | ----- |
| 0     | 95 o +  | 12    |
| 40    | 90 a 94 | 44    |
| 52    | 85 a 89 | 88    |
| 24    | 80 a 84 | 84    |
| 92    | 75 a 79 | 132   |
| 140   | 70 a 74 | 204   |
| 204   | 65 a 69 | 240   |
| 212   | 60 a 64 | 204   |
| 116   | 55 a 59 | 144   |
| 116   | 50 a 54 | 136   |
| 116   | 45 a 49 | 136   |
| 152   | 40 a 44 | 148   |
| 132   | 35 a 39 | 112   |
| 152   | 30 a 34 | 140   |
| 132   | 25 a 29 | 136   |
| 100   | 20 a 24 | 84    |
| 100   | 15 a 19 | 116   |
| 76    | 10 a 14 | 132   |
| 88    | 5 a 9   | 136   |
| 92    | 0 a 4   | 116   |

## Economia
El 2007 la població en edat de treballar era de 2.546 persones, 1.644 eren actives i 902 eren inactives. De les 1.644 persones actives 1.400 estaven ocupades (739 homes i 661 dones) i 244 estaven aturades (91 homes i 153 dones). De les 902 persones inactives 445 estaven jubilades, 172 estaven estudiant i 285 estaven classificades com a «altres inactius».

### Ingressos
El 2009 a La Tremblade hi havia 2.337 unitats fiscals que integraven 4.769,5 persones, la mediana anual d'ingressos fiscals per persona era de 16.231 €.

### Activitats econòmiques
Dels 412 establiments que hi havia el 2007, 2 eren d'empreses extractives, 10 d'empreses alimentàries, 3 d'empreses de fabricació de material elèctric, 10 d'empreses de fabricació d'altres productes industrials, 49 d'empreses de construcció, 126 d'empreses de comerç i reparació d'automòbils, 10 d'empreses de transport, 65 d'empreses d'hostatgeria i restauració, 5 d'empreses d'informació i comunicació, 14 d'empreses financeres, 25 d'empreses immobiliàries, 40 d'empreses de serveis, 27 d'entitats de l'administració pública i 26 d'empreses classificades com a «altres activitats de serveis».
Dels 127 establiments de servei als particulars que hi havia el 2009, 1 era una oficina d'administració d'Hisenda pública, 1 gendarmeria, 1 oficina de correu, 6 oficines bancàries, 1 funerària, 8 tallers de reparació d'automòbils i de material agrícola, 1 taller d'inspecció tècnica de vehicles, 3 autoescoles, 15 paletes, 3 guixaires pintors, 6 fusteries, 6 lampisteries, 8 electricistes, 1 empresa de construcció, 10 perruqueries, 1 veterinari, 40 restaurants, 11 agències immobiliàries i 4 salons de bellesa.
Dels 54 establiments comercials que hi havia el 2009, 1 era un supermercat, 1 una gran superfície de material de bricolatge, 7 botiges de menys de 120 m², 4 fleques, 5 carnisseries, 7 peixateries, 4 llibreries, 14 botigues de roba, 1 una botiga d'equipament de la llar, 2 sabateries, 2 botigues d'electrodomèstics, 1 una perfumeria, 1 una joieria i 4 floristeries.
L'any 2000 a La Tremblade hi havia 7 explotacions agrícoles que ocupaven un total de 99 hectàrees.

## Equipaments sanitaris i escolars
El 2009 hi havia 1 centre de salut, 3 farmàcies i 1 ambulància.
El 2009 hi havia 1 escola maternal i 2 escoles elementals. La Tremblade disposava d'un col·legi d'educació secundària amb 480 alumnes.

## Poblacions properes
El següent diagrama mostra les poblacions més properes.